# Арапска легија
Арапска легија је војно-полицијска снага коју су британске мандатне власти 1920. године
створиле и издржавале у Трансјорданији (после Другог светског рата Јордан) ради заштите својих нафтовода, прекоморских база и аеродрома и контроле свог протектората.
За 36 година постојање нарасла је до 23.000 људи. Људство су чинили Арапи а командни кадар британски официри. Од 1939. до 1956. врховни командант Арапске легије био је британски потпуковник John Bagot Glubb
Легија је учествовала:
- 1941. у угушивању антибританског пуча у Ираку;
- 1942—1945. осигуравала велики простор Средњег истока:
- 1948. у арапско-израелском рату освојила је Јерусалим.

Године 1956. Арапска легија је претвирена у Арапску армију Јордана.

## External links
- Encyclopædia Britannica article
- The Arab Legion Архивирано на веб-сајту  (5. август 2007)
- The Arab Legion and the Defense of Jerusalem
- 1956 - King of Jordan sacks British general (BBC article and video)